# Elif Ceren Balıkçı
Elif Ceren Balıkçı (* 9. Juni 1999 in Österreich) ist eine türkische Schauspielerin.

## Leben und Karriere
Balıkçı wurde am 9. Juni 1999 in Österreich geboren. Ihr Debüt gab sie 2007 in der Fernsehserie Bez Bebek. Anschließend war sie 2010 in Kayıp Madalyon zu sehen. Von 2013 bis 2014 trat sie in Merhamet auf. 2015 wurde Balıkçı für den Film Sonsuz Bir Aşk gecastet. Zwischen 2016 und 2017 spielte sie in der Serie Kırgın Çiçekler mit. Außerdem setzte sie 2020 ihre Karriere in Kırmızı Oda fort. 2023 bekam sie in dem Film Sevda Mecburi İstikamet eine Hauptrolle.

## Filmografie
Filme
- 2015: Sonsuz Bir Aşk
- 2023: Sevda Mecburi İstikamet

Serien
- 2007: Bez Bebek
- 2008: Kayıp Prenses
- 2010: Kayıp Madalyon
- 2011: Sudan Sebepler
- 2012: Göç
- 2012: Zil Çalınca
- 2013–2014: Merhamet
- 2014: Bana Artık Hicran De
- 2015: Göç Zamanı
- 2016: Filinta
- 2016–2017: Kırgın Çiçekler
- 2020: Kırmızı Oda
- 2020: Öğretmen
- 2022: Son Nefesime Kadar